# 格林朗 (紐約州)
格林朗（英語：Greenlawn）是位於美國紐約州薩福克縣的普查規定居民點。

## 人口
根據2020年美國人口普查的數據，格林朗的面積為9.92平方千米，當中陸地面積為9.81平方千米，而水域面積為0.01平方千米。當地共有人口13661人，而人口密度為每平方千米1,377.12人。